# John Kani
Bonsile John Kani (New Brighton (Zuid-Afrika), 30 november 1942) is een Zuid-Afrikaans acteur, filmregisseur, filmproducent en scenarioschrijver.

## Biografie
Kani werd geboren in de township New Brighton, dat ligt in de provincie Oost-Kaap van Zuid-Afrika. 

## Carrière
Kani begon in 1974 met acteren in de televisieserie BBC2 Playhouse, waarna hij nog meerdere rollen speelde in televisieseries en films. Zo speelde hij in onder andere Captain America: Civil War (2016) en The Ghost and the Darkness (1996). Naast het acteren voor televisie is hij ook actief in het theater. Kani speelde tweemaal op Broadway, van 1974 en 1975 speelde hij in het toneelstuk The Island en in het toneelstuk Sizwe Banzi Is Dead. 

## Filmografie

### Films
Uitgezonderd korte films.
- 2024 Mufasa: The Lion King - als Rafiki (stem)
- 2023 Murder Mystery 2 - als kolonel Ulenga
- 2021 Seal Team - als Brick (stem)
- 2019 The Lion King - als Rafiki (stem)
- 2019 Murder Mystery - als kolonel Ulenga
- 2018 Black Panther - als T'Chaka
- 2016 Captain America: Civil War - als koning T'Chaka
- 2012 Jail Caesar - als Marius
- 2011 How to Steal 2 Million - als Julius Twala sr.
- 2011 Coriolanus - als generaal Cominius
- 2010 White Lion - als oude Gisani
- 2009 Endgame - als Oliver Tambo
- 2008 Nothing But the Truth - als Sipho
- 2007 The Bird Can't Fly - als Stone
- 2001 Final Solution - als Peter Lekota
- 1998 The Tichborne Claimant - als Bogle
- 1997 Kap der Rache - als inspecteur Khumalo
- 1997 Kini & Adams - als Ben
- 1996 The Ghost and the Darkness - als Samuel
- 1995 Soweto Green: This Is a 'Tree' Story - als dr. Curtis Tshabalala
- 1992 Sarafina! - als schoolhoofd
- 1989 Othello - als Othello
- 1989 The Native Who Caused All the Trouble - als Tselilo Mseme
- 1989 A Dry White Season - als Julius
- 1989 Options - als Jonas Mabote
- 1987 An African Dream - als Khatana
- 1987 Saturday Night at the Palace - als September
- 1986 Miss Julie - als John
- 1985 'Master Harold'... and the Boys - als Willie
- 1981 Gräset sjunger - als Moses
- 1980 Marigolds in August - als Melton
- 1978 The Wild Geese - als Jesse Link

### Televisieseries
Uitgezonderd eenmalige gastrollen.
- 2021 What If...? - als T'Chaka (stem) - 2 afl.
- 2008 Silent Witness - als dr. Phiri - 2 afl.

### Filmproducent
- 2012 iNkaba - televisieserie - 208 afl.
- 2008 Nothing But the Truth - film

### Filmregisseur
- 2012 iNkaba - televisieserie
- 2008 Nothing But the Truth - film

### Scenarioschrijver
- 2012 iNkaba - televisieserie - 208 afl.
- 2008 Nothing But the Truth - film
- 1974 BBC2 Playhouse - televisieserie - 1 afl.

- Bibsys: 90404927
- Bibliothèque nationale de France: cb124395725 (data)
- Gemeinsame Normdatei: 1100354662
- International Standard Name Identifier: 0000 0000 3848 2501
- Library of Congress Control Number: n87915633
- Nationale Bibliotheek van Tsjechië: xx0159596
- Nationale Bibliotheek van Israël: 987007458865705171
- Nederlandse Thesaurus van Auteursnamen: 07087283X
- Système universitaire de documentation: 033538018
- Virtual International Authority File: 44391520
- WorldCat: E39PBJgxrhhPKRvRVGXDVBgxjC